# Vorwand
Ein Vorwand dient der vordergründigen Rationalisierung und Begründung von Handlungen und Ansichten, die tatsächlich anderen Beweggründen entspringen.
Vorwände können so die Durchsetzung der mit ihnen verfolgten Ziele erleichtern, da der angeführte Vorwand in der Regel einen besseren Grund für die Mitmenschen darstellen soll, als die Offenlegung der wahren Motivlage. Daher kann die Behauptung der Existenz eines Vorwands in einer Diskussion häufig auch als Vorwurf dienen, um der gegnerischen Partei ihre Argumente als tatsächlichen Grund für ihre Position absprechen zu können wie zum Beispiel bei der „Neiddebatte“ hinsichtlich der Frage der sozialen Gerechtigkeit. Im Verkaufsgespräch kann ein Vorwand des potenziellen Käufers ein endgültiges Nein bedeuten. Wenn ein Verkäufer dagegen argumentiert, fügt er dem Kunden eine psychologische Niederlage zu.
Das Nutzen von Vorwänden muss dem Verwender nicht zwingend bewusst sein, etwa wenn der Vorwand dazu dient, auch sich selbst seine wahren Beweggründe nicht einzugestehen.
Als ein weitverbreitetes Phänomen spielen Vorwände eine bedeutende Rolle. Historisch diente beispielsweise der Überfall auf den Sender Gleiwitz als Begründung für die Eröffnung der militärischen Feindseligkeiten Deutschlands gegenüber Polen, die den Beginn des Zweiten Weltkrieges markierten.